# Julie Zucker
Julie Zucker, verh. Hase (auch Haase, Zucker-Haase), (* 28. April 1795 in Dresden; † 30. Juli 1826 ebenda) war eine deutsche Schauspielerin und Sängerin (Sopran) am Dresdner Hoftheater.

## Leben
Julie Zucker stammte aus einer Theater- und Musikerfamilie und war die Tochter der Sängerin und Schauspielerin Eleonore Bösenberg-Zucker (1768–1796) und des Dresdner Hofmusikus Johann Christoph Zucker. Ersten Unterricht erhielt sie von ihrem damals in Leipzig lebenden Großvater mütterlicherseits, dem Schauspieler Heinrich Bösenberg (1745–1818). Später erhielt sie in Dresden auch Gesangsunterricht von Johann Aloys Miksch. Auch ihre ältere Schwester Emilie Zucker (* 1795) wurde zur Sängerin ausgebildet und wirkte u. a. 1817 an der Dresdner Hofoper, beendete ihre Karriere aber bereits 1820.
Julie Zucker trat in Leipzig und Dresden (an der Italienischen Oper) zunächst in Kinderrollen auf. Sie erhielt 1815 ein Engagement am Dresdner Hoftheater und sang hauptsächlich Soubrettenrollen. 1819 heiratete sie den Dresdner Kammermusikus und Hornisten August Ha(a)se (1798–1869), mit dem sie drei Kinder hatte, und trat weiterhin als Sängerin auf. 1822 wirkte sie in der Dresdner Erstaufführung von Carl Maria von Webers Oper Der Freischütz als Ännchen mit. 1824 zog sie sich aufgrund von Krankheit von der Bühne zurück und starb mit nur 31 Jahren in Dresden, „an den Folgen einer unglücklichen Entbindung.“
Zeitgenössische Kritiken rühmten ihren „lieblichen Gesang“, auch habe sie sich durch „Anmuth, Gefühl, Grazie und wohlthuenden, reinen Gesang“ ausgezeichnet.
Ihre Tochter Julie Hase wurde ebenfalls Sängerin.